# Elinge och Vännstarilund
Elinge och Vännstarilund är en bebyggelse norr om Skuttungeby i Skuttunge socken i Uppsala kommun. Från 2015 avgränsar SCB här en småort.